# تقاليد عائلية
إن التقاليد العائلية، والمعروفة أيضًا باسم الثقافة العائلية، هي محصلة الاتجاهات والأفكار والمثاليات والبيئة التي يرثها الفرد من والديه وأجداده.

## دراسات حديثة حول التقاليد العائلية
جذبت دراسة التقاليد العائلية والشخصية انتباه علماء الاجتماع، فقد عرّف إرنست دبليو بورجيس أستاذ علم الاجتماع في جامعة شيكاغو هذا المصطلح بالعبارات التالية:
“أيا كان الإرث البيولوجي الذي يرثه الطفل عن آبائه وأجداده؛ فإنه يتلقى أيضًا منهم إرثًا من الاتجاهات والمشاعر والمثل العليا والذي يمكن أن نطلق عليه التقاليد العائلية أو الثقافة العائلية”.
وفي بعض الأحيان، ترتبط التقاليد العائلية بالممارسات والمعتقدات التي تناقلتها الأجيال من جيل لآخر، وفي أثناء عملية النقل هذه يمكن أن تكتسب التقاليد العائلية هالة من الروحانية. وانتقال أي مجموعة من التقاليد العائلية، التي اكتسبت أهمية روحانية، يعتبر إلى حد بعيد ظاهرة حدسية ويستمر فيض التقاليد العائلية في الانتقال من جيل لآخر، وفي غالبية الأسر تظل التقاليد العائلية قاصرة على أفراد العائلة، لكن في بعض الأحيان يمكن لغير أفراد العائلة الارتباط بالتقاليد العائلية لأسرة معينة.

## وظيفة التقاليد العائلية
يناقش هالفاكس في كتابه الذاكرة الجماعية (On Collective Memory) طريقة عمل الذكريات الخاصة بالأسرة. فقد أوضح أنه “بالإضافة إلى الأنظمة المشتركة في كل المجتمع، توجد عادات وقواعد للتفكير لكل عائلة محددة تفرض بالتساوي — أو حتى قسرًا — نموذجها الخاص على آراء ومشاعر أفرادها... وبالمثل، في المجتمعات الأكثر تقليدية في وقتنا الحالي، يكون لكل عائلة عقلية مناسبة وذكرياتها التي تحتفل بها وحدها وأسرارها التي لا تكشفها سوى لأعضائها، لكن هذه الذكريات كما في التقاليد الدينية للأسرة في العصور القديمة لا تتكون فقط من سلسلة من الصور الفردية من الماضي، بل هي عبارة عن نماذج وأمثلة وعناصر للتعليم تعبر عن الاتجاه العام للمجموعة حيث لا يقومون فقط بإعادة إنتاج تاريخ الأسرة بل يحددون طبيعتها وسماتها ونقاط الضعف بها” -

## التقاليد العائلية في العصور القديمة
تضرب التقاليد العائلية بجذورها في الماضي السحيق حتى إنها تصل لعصور ما قبل التاريخ عندما تبلور مفهوم ونظام الأسرة كوحدة بناء المجتمع، ولطالما تباهت العائلات على مر العصور وفي كافة الحضارات منذ العصور القديمة وحتى عصرنا الحالي، بتقاليدها الخاصة بها. وقبل أن تصبح أنظمة الأسرة النووية هي السائدة اليوم، كان هناك نظام الأسرة المتشابكة والذي يتكون من جميع أفراد الأسرة من جيلين أو ثلاثة أجيال يعيشون سويًا.
وكما هو الحال الآن ترغب الكثير من الأسر في تعيين شخص محدد ليكون القائم على الحفاظ على التقاليد العائلية ثم تعطيه لقبًا خاصًا، وبالتالي ربما تعين أسرة محددة تسكن في المملكة المتحدة المعاصرة إلى تحديد لقب جذاب مثل “حارس الشعلة” لعضو العائلة الذي أوكل إليه مسئولية ضمان احترام التقاليد العائلية لأسرة معينة. وعلى الجانب الآخر من العالم، في دولة مثل الهند، فقد اتفق المجتمع على تسمية مشتركة لكبير العائلة الهندوسية الواحدة (HUF) وهي شكل من أشكال الأسر المشتركة، ويُطلق على كبير هذه العائلة “كارتا” (والمعنى الحرفي لهذه الكلمة ‘رجل الأفعال’), ويوكل إلى “كارتا” في جميع الأغراض العملية - من بين مسئوليات أخرى - ضمان احترام التقاليد العائلية، حتى في الهند المعاصرة يعترف النظام القانوني بمفهوم “الكارتا” على أنه كبير الأسرة الهندوسية المشتركة.

## أمثلة كلاسيكية على التقاليد العائلية
من الأمثلة الكلاسيكية للتقاليد العائلية في العصر الحديث التقاليد العائلية للعائلة المالكة في بريطانيا العظمى حاليًا؛ حيث توجب أحد هذه التقاليد العائلية على الأفراد الذكور في الأسرة المالكة البريطانية الحالية تأدية الخدمة العسكرية. وكشف تقرير لهيئة الإذاعة البريطانية (BBC) في 12 يونيو 2003 “Prince أن قرار هاري بالانضمام للجيش يعني أنه سوف يتبع تقليدًا عائليًا منذ أمد طويل للخدمة العسكرية.” 
ومن قبله، انضم عمه الأمير أندرو إلى البحرية في عام 1979. وعم الأمير هاري الآخر الأمير إدوارد انضم إلى البحرية الملكية برتبة ملازم ثانٍ في عام 1983. وعُين والد الأمير هاري أمير ويلز في عام 1969 كولونيل عامًا بالقوات المسلحة لكتيبة ويلز الملكية. والتحق جد هاري دوق أدنبرة بالبحرية في عام 1939, كما خدم في الحرب العالمية الثانية.

## التقاليد العائلية في السياق المعاصر
دائمًا ما كانت التقاليد العائلية الهادفة أداة مفيدة للآباء والأمهات والشيوخ تساعدهم على الاضطلاع بمسؤولية تربية الأطفال وغرس القيم الاجتماعية والأخلاقيات فيهم. وتضمن التقاليد العائلية نمو روابط الدفء والتقارب بين أفراد العائلة، وفي السياق الحديث ما زال الحفاظ على التقاليد العائلية وتطويرها له ذات الأهمية التي اكتسبها منذ العصور القديمة. وتساعد التقاليد العائلية الفعالة والمشاركة الهادفة الأسر في تجنب ما يُطلق عليه علماء الاجتماع “الإنتروبيا”. ويعني مصطلح «الإنتروبيا» في العلوم الفيزيائية ميل النظام الفيزيائي إلى فقدان الطاقة والتماسك في مدة زمنية معينة مثل تشتت الغاز حتى يتلاشى. و“العائلة الإنتروبية” هي تلك التي تفقد معنى القرب العاطفي بسبب إهمال أفرادها للحياة الداخلية للأسرة والروابط المجتمعية.
توافق علماء الاجتماع الآن على أن التقاليد العائلية الفعالة تعزز من الشعور بالهوية والتقارب والإحساس بالأمن والطمأنينة في عالم اليوم السريع المتغير باستمرار. وأوضح عالم الاجتماع ويليام دوهرتي في كتابه العائلة المقصودة ”The Intentional Family" أنه بينما تعمل أنماط الحياة كثيرة الانشغال على إضعاف الروابط الأسرية، فإنه يمكن أن تظل الأسر مترابطة فقط عن طريق تعمد الحفاظ على الطقوس والتقاليد الهامة.

## وصلات خارجية
- Creating Meaningful Family Traditions